# Somalibia heydeni
Somalibia heydeni är en skalbaggsart som beskrevs av Preiss 1902. Somalibia heydeni ingår i släktet Somalibia och familjen Cetoniidae. Inga underarter finns listade i Catalogue of Life.